# Clamidósporo

O clamidósporo  é um esporo vegetativo, grande e de paredes largas produzido por diversos  tipos de  fungos, incluindo membros do grupo Ascomycota como Candida e do Basidiomycota  como  Panus. Esse estágio do ciclo de vida do fungo é capaz de sobreviver à condições adversas, como temporadas de calor ou seca.

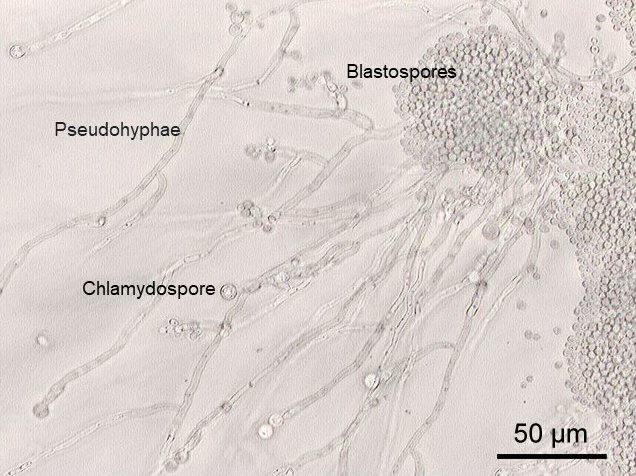
Clamidósporos da levedura Candida albicans

Os clamidósporos são, usualmente, escuros, esféricos e possuem uma superfície lisa, não ornamentada. Eles são multicelulares, sendo as células conectadas por septos.
Os clamidósporos são resultados de reprodução assexual (nesse caso eles são conídios chamados de clamidoconídios) ou de reprodução sexual (raro). Teliósporos são um tipo especial de clamidósporos presentes em Pucciniales  e fungos carvão.